# Ella Wheeler Wilcox

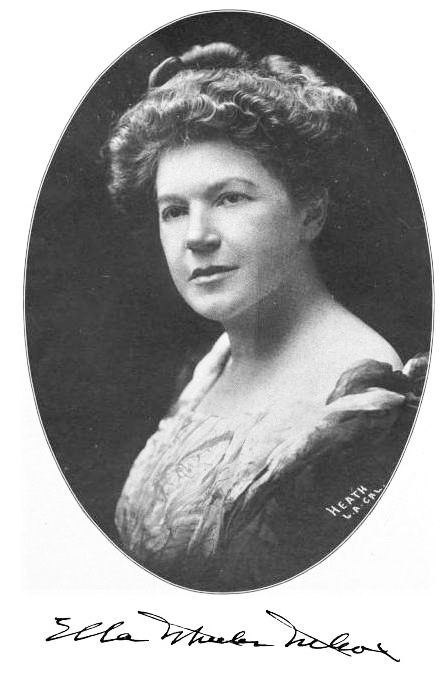
Ella Wheeler Wilcox

Ella Wheeler Wilcox (n. 5 noiembrie 1850, Janesville, Wisconsin, SUA – d. 30 octombrie 1919, Connecticut, SUA) a fost o scriitoare americană ce a scris în special poezii și memorialistică.
Cea mai cunoscută operă a sa este Poems of Passion, apărută în 1883.
Lucrarea sa autobiografică The Worlds and I a apărut la un an înainte de trecerea sa în neființă.